# European Gendarmerie Force

EGF lidstaten

Vlag van de EGF

European Gendarmerie Force (EGF, Eurogendfor) is een multinationale samenwerking van politiekorpsen met een militaire status. Politiekorpsen uit Frankrijk, Italië, Nederland, Polen, Portugal, Roemenië en Spanje zijn volwaardig lid. Litouwen is een partnerland en Turkije is waarnemend lid van de EGF. De Nederlandse deelnemer is de Koninklijke Marechaussee. Omdat de eenheden van de EGF een militaire status hebben, kan deze
gendarmerie-eenheid ook (tijdelijk) onder militair commando optreden.:p664

## Taken
De EGF wordt ingezet voor het uitvoeren van politietaken binnen het kader van crisismanagement-operaties.
Volgens Art. 4, lid 3 van het Verdrag van Velsen, kan de EGF ingezet worden voor onder meer:
- het uitvoeren van veiligheids- en openbare ordemissies;
- het adviseren van, begeleiden van en toezicht houden op lokale politiekorpsen bij de uitvoering van hun reguliere taken, met inbegrip van strafrechtelijke onderzoeksactiviteiten;
- het uitvoeren van openbare bewakings-, verkeersbeheer-, grenscontrole- en algemene inlichtingenactiviteiten;
- het uitvoeren van strafrechtelijk onderzoek, misdrijven identificeren, de daders opsporen en hen voor de bevoegde gerechtelijke autoriteiten brengen;
- het beschermen van personen en goederen en de orde handhaven in geval van openbare wanorde;
- het opleiden van politieagenten volgens internationale normen;
- het opleiden van instructeurs, met name via samenwerkingsprogramma's.

## Organisatie

### Aansturing
Het Comité Interministériel de Haut Niveau (CIMIN) (Interministerieel Comité op Hoog Niveau) van de EGF. stuurt de EGF aan. Het CIMIN bestaat uit vertegenwoordigers van de verantwoordelijke ministeries van elke EGF-lidstaat. Het CIMIN komt tweemaal per jaar bij elkaar, of als een van de lidstaten daarom vraagt. Het voorzitterschap van CIMIN rouleert ieder jaar volgens een vast schema. Nederland was voorzitter in 2013 en 2019, en is in 2026 weer aan de beurt.

### Permanent Hoofdkwartier
Het Permanente Hoofdkwartier van de EGF (EGF PHQ) is in Vicenza, Italië.:p670
De staf bestaat uit achtendertig officieren en onderofficieren uit de verschillende lidstaten.
Het permanente hoofdkwartier bestaat uit:
- de staf (commandant, plaatsvervangend commandant, stafchef)
- vier hoofdafdelingen (elk 5 personen)
  - Inlichtingen
  - Operaties
  - Plannen & Beleid
  - Logistiek
- twee ondersteunende afdelingen:
  - Personeelszaken (Human Resources) (4 personen)
  - Communicatie & Informatie Systemen (3 personen)
- een stafafdeling met ondersteunend personeel (8 personen)

Er zijn 7 sleutelfuncties die rouleren tussen alle lidstaten: de commandant en zijn plaatsvervanger, de stafchef en de hoofden van de 4 hoofdafdelingen.
De overige 31 functies zijn naar rato verdeeld over de lidstaten: Frankrijk en Spanje elk 5; Nederland, Portugal en Roemenië elk 3, Polen 2 en Italië 10 (waarvan 5 in de stafafdeling met ondersteunend personeel).

### Eenheden
De EGF beschikt niet over permanente eigen troepen, maar kan de benodigde eenheden en individuen toegewezen krijgen van de lidstaten.
Deze worden dan geleverd door de politiekorpsen met militaire status van de vijf partnerstaten: de Franse Gendarmerie Nationale (100.000 man), de Italiaanse Arma dei Carabinieri (112.000), de Spaanse Guardia Civil (75.000), de Portugese Guarda Nacional Republicana (27.000), de Nederlandse Koninklijke Marechaussee (6.500)., de Roemeense Jandarmeria Română en de Poolse Żandarmeria Wojskowa.
Hieronder valt ook een snelle-reactiecapaciteit die bestaat uit 800 man, die binnen dertig dagen kunnen worden gemobiliseerd en die aangevuld kan worden tot 2.300 man. Deze troepenpool is opgenomen in de Europese catalogus van civiele crisisbeheersingsmiddelen.
De EGF opereert voor de Europese Unie (EU) en treedt vooral op na conflicten. De EU zet de EGF ook in voor andere internationale organisaties zoals de Verenigde Naties (VN), OVSE en NAVO.

## Geschiedenis

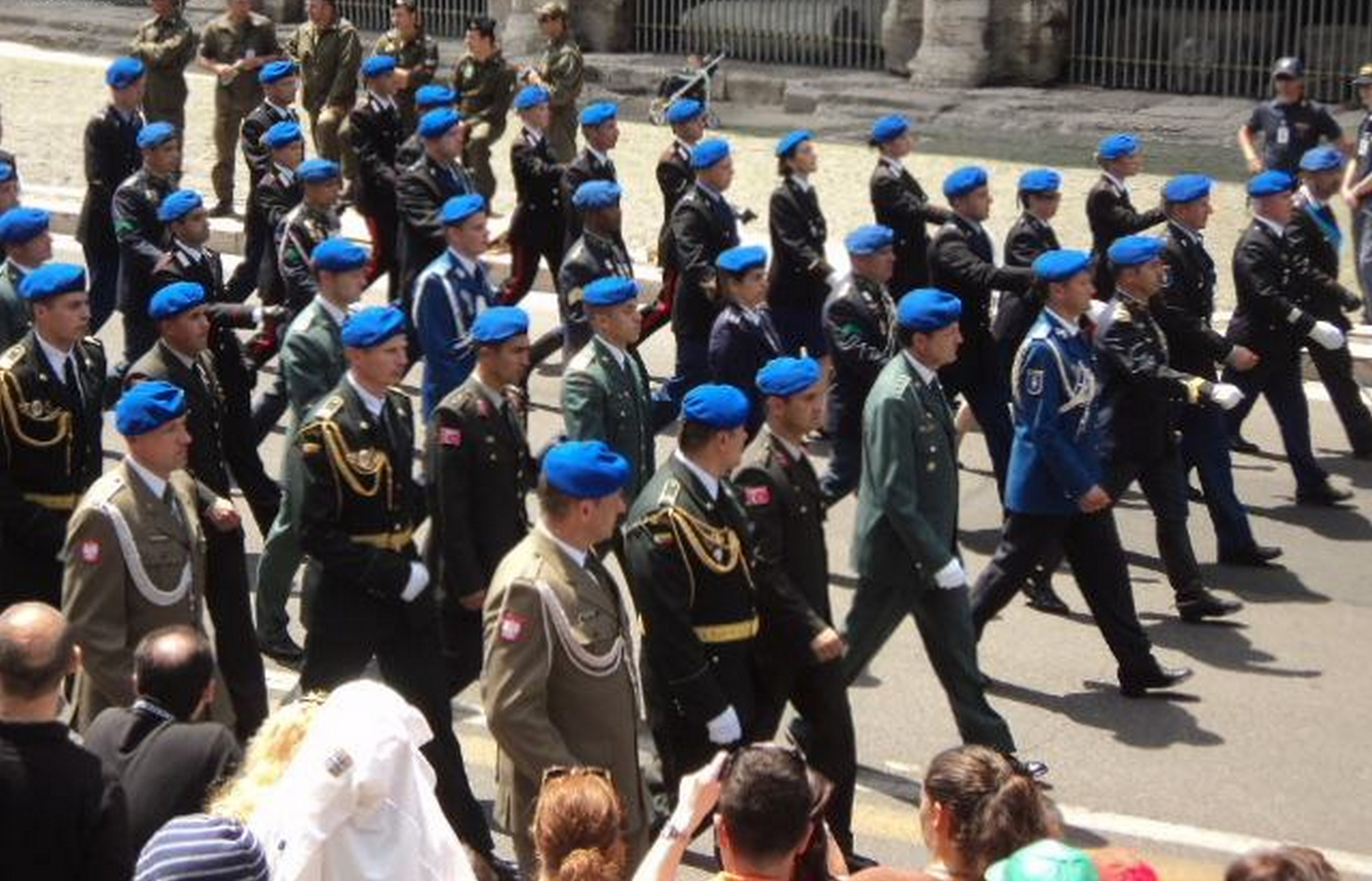
EGF militairen tijdens een parade in 2011

De Franse minister van Defensie Michèle Alliot-Marie kwam in september 2003 met een idee om een multinationale Europees militair politiekorps op te richten. Ze presenteerde het voorstel samen met de Italiaanse minister van Defensie Antonio Martino tijdens de vergadering van de EU-defensieministers in oktober 2003. Dit leidde tot een intentieverklaring die op 17 september 2004 in Noordwijk ondertekend werd door de defensieministers van vijf deelnemende landen (Frankrijk, Italië, Nederland, Portugal en Spanje).:p668-670
Andere EU-landen, zoals Duitsland, België en (toen) Groot-Brittannië, die geen gendarmerie-organisatie (meer) hebben, maken geen deel uit van de EGF. Duitsland heeft geen gendarmerie omdat de grondwet de inzet van militairen voor civiele politietaken niet toestaat.. Wel hebben deze landen een nauwe samenwerking tussen de politiekorpsen van landen geregeld in het Verdrag van Prüm (2005). Vanaf eind 2011 is de inhoud van het Verdrag van Prüm geïntegreerd in Europese wetgeving waar alle EU-leden aan gebonden zijn
Op 21 januari 2005 werd de Franse général de brigade Gerard Deanaz door de CIMIN benoemd als eerste commandant van de EGF.
In juni 2005 werd een eerste ‘commandpostoefening’ (CPX) gehouden in het Centre National D'entrainement Des Forces De La Gendarmerie (Nationale Trainingscentrum der Gendarmerie) in Saint Astier in Frankrijk.
Op 23 januari 2006 werden de EGF en haar Permanente hoofdkwartier (EGF PHQ) officieel ingehuldigd tijdens een militaire ceremonie in de 'Caserma Generale Antonio Chinotto' (Generaal Chinotto-Kazerne) in Vicenza.:p670
Na een tweede succesvolle CPX, die plaatsvond tussen 19 en 28 april 2006 werd de EGF op 20 juli 2006 tijdens de CIMIN in Madrid volledig operationeel verklaard.

Roemenië trad in 2009 toe tot de EGF en Polen in 2011.

## Status
De EGF is geen EU-orgaan en ook geen samenwerking op EU-niveau onder bv. het Gemeenschappelijk Veiligheids- en Defensiebeleid (GVDB) of onder bv. de Permanente Gestructureerde Samenwerking (PESCO) van het GVDB. De EGF kan wel bijdragen aan de uitvoering van het GVDB, wanneer het beschikbaar wordt gesteld als een multinationale troepenmacht in overeenstemming met artikel 42.3 van het Verdrag betreffende de Europese Unie (VEU).
De status van EGF is vastgelegd in het Verdrag van Velsen van 18 oktober 2007. De EGF heeft geen bevoegdheid om op te treden op het grondgebied van de EU en haar lidstaten, met inbegrip van de EGF-landen.

## Leden
Het Verdrag van Velsen maakt het mogelijk dat elke EU-lidstaat een lidstaat van de Europese Gendarmeriemacht wordt, op voorwaarde dat de bestaande leden van de Europese Gendarmeriemacht hun goedkeuring geven. De leden zijn:
| Land | Organisatie                 | Status    | Sinds |
| ---- | --------------------------- | --------- | ----- |
| FRA  | Gendarmerie Nationale       | Lid       | 2006  |
| ITA  | Arma dei Carabinieri        | Lid       | 2006  |
| ESP  | Guardia Civil               | Lid       | 2006  |
| POR  | Guarda Nacional Republicana | Lid       | 2006  |
| NED  | Koninklijke Marechaussee    | Lid       | 2006  |
| ROU  | Jandarmeria Română          | Lid       | 2009  |
| POL  | Żandarmeria Wojskowa        | Lid       | 2011  |
| LTU  | Viešojo Saugumo Tarnyba     | Partner   | 2009  |
| TUR  | Jandarma Genel Komutanlığı  | Waarnemer | 2009  |

## Commandanten
Het commando over EGF wisselt tussen de lidstaten.
| Land      | Rang               | Naam                         | Organisatie                 | Periode    | Periode    |
| Land      | Rang               | Naam                         | Organisatie                 | Van        | Tot        |
| --------- | ------------------ | ---------------------------- | --------------------------- | ---------- | ---------- |
| Frankrijk | général de brigade | Gerard Deanaz                | Gendarmerie Nationale       | 25-01-2005 | 26-06-2007 |
| Italië    | colonnello         | Giovanni Truglio             | Arma dei Carabinieri        | 27-06-2007 | 25-06-2009 |
| Portugal  | coronel            | Jorge Esteves                | Guarda Nacional Republicana | 26-06-2009 | 28-06-2011 |
| Nederland | kolonel            | Kees Kruijs                  | Koninklijke Marechaussee    | 29-06-2011 | 28-06-2013 |
| Spanje    | coronel            | Francisco Esteban Pérez      | Guardia Civil               | 29-06-2013 | 26-06-2015 |
| Frankrijk | général de brigade | Philippe Rio                 | Gendarmerie Nationale       | 27-06-2015 | 27-06-2017 |
| Roemenië  | colonel            | Lucian Gavrilâ               | Jandarmeria Română          | 27-06-2017 | 27-06-2019 |
| Italië    | colonnello         | Giuseppe Zirone              | Arma dei Carabinieri        | 28-06-2019 | 24-06-2021 |
| Portugal  | coronel            | Paulo Jorge Macedo Gonçalves | Guarda Nacional Republicana | 25-06-2021 | 27-06-2023 |
| Nederland | kolonel            | Hans Vroegh                  | Koninklijke Marechaussee    | 28-06-2023 |            |

## Missies

### Beëindigd
| Naam                 | In         | Van  | Tot  | Beschrijving |
| -------------------- | ---------- | ---- | ---- | --- |
| EUFOR Althea         | BIH        | 2007 | 2010 | Op 22 november 2007 voerde de EGF haar eerste inzet uit als onderdeel van de EUFOR Althea-missie in Bosnië en Herzegovina. De EGF nam de leiding over van de Integrated Police Unit (IPU), (IPU), waarvan de belangrijkste taak enerzijds het verzamelen van inlichtingen is en anderzijds de uitvoering van het Dayton-akkoord. Voor veel lidstaten was deelname aan Bosnië en Herzegovina niet nieuw; Alleen de coördinatie door de EGF was nieuw. Naast de leden van de EGF leverden ook Turkije en het latere lid Roemenië een van de twee anti-oproereenheden, terwijl Hongarije deelnam met twee van de zeven onderzoekseenheden. Op 20 oktober 2010 werd de EGF-missie in Bosnië en Herzegovina officieel beëindigd. Spanje, Portugal en Italië trokken hun contingenten uiterlijk op 31 oktober 2010 terug. |
| NATO-Trainingsmissie | AFG        | 2009 | 2014 | In juni 2009 werd voor het eerst het idee besproken om de EGF in Afghanistan in te zetten om de lokale politiecapaciteit te trainen en op 8 december 2009 ging de EGF-operatie in Afghanistan van start in samenwerking met de NAVO-trainingsmissie Afghanistan (NTM-A) in het kader van de ISAF-missie (International Security Assistance Force). De belangrijkste taak van de EGF was het ondersteunen en trainen van de lokale Afghaanse politiediensten, m.n. de Afghaanse nationale civiele ordetroepen (Engels: Afghan National Civil Order Force (ANCOF). Naast een ouder trainingscentrum in Adraskan werd in 2009 een nieuw trainingscentrum geopend in Mazar-e Sharif. De missie omvatte drie taken: - trainen van de Afghaanse politie - leveren van experts aan het hoofdkwartier van de missie in Kaboel - verbindingsteams inzetten tussen de trainings- en operationele eenheden in de verschillende provincies. Met het Police Operational Mentoring Liaison Team (POMLT), dat al actief was in Afghanistan, waren aanvankelijk 196 man van de EGF actief in Afghanistan, en in 2011 waren dat er ongeveer 400. De missie eindigde in september 2014. De trainingen vonden plaats in ANCOF-opleidingscentra, maar de EGF-militairen in P-OMLT (Police Operational Mentoring and Liaison Teams / Politie Operationele Mentorschap en Liaison Teams) begeleidden, adviseerden en hielpen de Afghanen ook tijdens hun missies. |
| Minustah             | HAI        | 2010 | 2010 | De ministers van Buitenlandse Zaken van de EU besloten op 25 januari 2010 in Brussel om voor de VN-missie Minustah, ongeveer 300 man van de EGF naar het door de aardbeving in Haïti getroffen gebied te sturen. De meesten werden geleverd door Frankrijk en Italië. Op 8 februari 2010 begon de missie. De belangrijkste taak van de EGF in Haïti was het bieden van huisvesting aan de bevolking, vanwege het regen- en orkaanseizoen. De EGF-missie in Haïti eindigde op 3 december 2010 |
| EUFOR RCA            | CAF        | 2014 | 2015 | Om de veiligheidssituatie in de Centraal-Afrikaanse Republiek te verbeteren, werden vanaf 1 april 2014 door de EGF meer dan 100 man ingezet in de hoofdstad Bangui als onderdeel van de militaire missie van de EU EUFOR RCA (European Forces Republic of Central Africa). Daar zagen ze toe op de naleving van de wetten die in verschillende districten van kracht waren. |
| EUMAM RCA            | CAF        | 2015 | 2016 | Op 15 maart 2015 werd de EUFOR RCA-missie vervolgd door de EUMAM RCA (European Union Military Advisory Mission in the Central African Republic). De EGF had daar slechts een adviserende rol. EUMAM RCA werkte samen met de vredesmissie van de Verenigde Naties MINUSCA. |
| EUBAM Rafah          | PLE en ISR | 2015 | 2015 | Van 13 november 2015 tot 18 december 2015 waren twee EGF-planningsdeskundigen betrokken bij de EUBAM Rafah (European Union Border Assistance Mission Rafah), die sinds 2005 bestaat. Zij moesten een schema opstellen voor de hervatting van de grenscontroles bij de grensovergang van Rafah. Rafah is de enige grensovergang tussen Egypte en de Gazastrook. |
| Resolute Support     | AFG        | 2015 | 2021 | Van 2015 tot 2021 maakte de EGF deel uit van de Resolute Support-missie in Afghanistan. Het doel van de EGF was, net als bij de vorige NAVO-trainingsmissie, om de Afghaanse veiligheidstroepen te trainen en te adviseren. |
| EUAM Ukraine         | UKR        | 2016 | 2016 | Van 9 januari tot en met 7 februari 2016 stuurde de EGF vier trainers naar de Oekraïense hoofdstad Kiev. Daar leerden ze 29 politie-instructeurs hoe ze met rellen en mensenmassa's moesten omgaan. De training vond plaats in het kader van de adviserende missie van de EU EUAM-Ukraine-Mission (EU Advisory Mission for Civilian Security Sector Reform Ukraine) der EU statt. |
| EUTM RCA             | CAF        | 2016 | 2022 | In juli 2016 werd de EUMAM RCA-missie vervangen door de opvolgermissie Mission EUTM RCA (European Union Training Mission in the Central African Republic). Vanaf het begin van de missie tot maart 2017 waren er twee EGF-gendarmeries ter plaatse als adviseurs, daarna nog maar één gendarme. In juli 2018 werd het mandaat verlengd en was de EGF tot juli 2022 ter plaatse met maximaal zeven gendarmes. |
| EUCAP Somalia        | SOM        | 2018 | 2018 | In 2018 nam de EGF met twee gendarmes deel aan de EUCAP Somalia (EU Capacity Building Mission in Somalia). De missie heeft tot doel de capaciteiten voor civiele maritieme veiligheid van de Somalische regering in de Hoorn van Afrika te vergroten. De twee gendarmes hielpen bij het herzien van de eerdere operationele plannen. |
| LCTT II Project      | TUN        | 2019 | 2021 | Sinds 2019 loopt het LCTT II-project van de Franse dienstverlener Civipol. Het doel is om Tunesische veiligheidstroepen op te leiden om terroristische aanslagen te voorkomen. Civipol is een adviesbureau dat rapporteert aan het Franse Ministerie van Binnenlandse Zaken en andere landen adviseert over veiligheidsvraagstukken. Als onderdeel van dit project ontwikkelde de EGF een opleidingsprogramma om instructeurs van de Tunesische gendarmerie op te leiden. Bijvoorbeeld voor het beheersen van mensenmassa's en rellen, het onschadelijk maken van geïmproviseerde explosieven of het bestrijden van cybercriminaliteit. De EGF was hier tot november 2021 actief. |

### Lopend (april 2025)
| Naam              | Inzetgebied | Begin | Beschrijving |
| ----------------- | ----------- | ----- | --- |
| EUCAP Sahel Mali  | MLI         | 2014  | Sinds 17 april 2014 zijn er tussen de 12 en 19 EGF-gendarmeres ingezet in het West-Afrikaanse land Mali. Daar trainen ze de Malinese gendarmerie en nationale garde. De inzet is onderdeel van de EUCAP Sahel Mali-missie, die deel uitmaakt van het gemeenschappelijk veiligheids- en defensiebeleid van de Europese Unie. |
| EULPC             | LBA         | 2015  | De EU Liaison- en Planningscel (EULPC) is een verbindings- en planningseenheid binnen de EU-delegatie in Libië die veiligheidsanalyses levert aan de internationale gemeenschap in de hoofdstad van Tunesië, Tunis. De EGF leverde een expert die de veiligheidsaspecten vanuit het politieperspectief analyseerde en de samenwerking op het gebied van wetshandhaving moest vergemakkelijken.                                                          |
| EUBAM Libya       | LBA         | 2016  | De EU-grenshulpmissie in Libië EU Integrated Border Assistance Mission in Libya (EUBAM Libië) is een civiele missie die is bedoeld om de land-, zee- en luchtgrenzen van Libië te helpen beveiligen. Het bestaat sinds 2013 en het hoofdkantoor is gevestigd in Tunis. Sinds 2016 adviseren EGF-gendarmeries de missie, bijvoorbeeld over kwesties als migratie of maritieme grenzen, en leiden ze operaties.                                           |
| EUFOR Althea      | BIH         | 2018  | In november 2018 stuurde de EGF een Franse gendarme naar het EUFOR-hoofdkwartier in Sarajevo. Daar is hij primair verantwoordelijk voor het verzamelen en analyseren van informatie om de veiligheidssituatie ter plaatse te beoordelen. |
| MINUSMA           | MLI         | 2018  | Als onderdeel van de MINUSMA zijn sinds februari 2018 negen gendarmes ingezet in Mali. Zij trainen ambtenaren van het Malinese ministerie van justitie en leiden de nationale politie en gendarmerie op. Onderwerpen zijn onder meer inlichtingenactiviteiten of politieonderzoeksmethoden. |
| EUCAP Sahel Niger | NIG         | 2019  | Als onderdeel van de missie EUCAP Sahel Niger (EU Capacity Building Mission in Niger) financieren Duitsland en Nederland sinds 2018 de oprichting van een mobiele eenheid voor grensbewaking in Niger. De EGF en het Europees Grens- en Kustwachtagentschap (Frontex) ondersteunen deze eenheid. Tussen 23 september 2019 en 8 oktober 2019 trainde de EGF Nigerese veiligheidstroepen op de Nationale Politieschool in Niamey, de hoofdstad van Niger. |
| EUAM RCA          | CAF         | 2021  | De EU-adviesmissie in de Centraal-Afrikaanse Republiek (EUAM RCA) is sinds december 2019 operationeel. De EU wil het ministerie van Binnenlandse Zaken, de politie en de gendarmerie van de Centraal-Afrikaanse Republiek ondersteunen. De EGF is sinds september 2021 betrokken en zal naar verwachting adviseren over training, samenwerking en politieveiligheid.                                                                                    |
| EUAM Ukraine      | UKR         | 2021  | Sinds juli 2021 adviseert de EGF Oekraïne over grensbeveiliging en handhaving van de openbare orde. Sinds de Russische inval in Oekraïne in 2022 richt de EGF zich op het ondersteunen van Oekraïne bij de goederen- en personenstroom aan de grens met de EU. |
| EUTM Mozambique   | MOZ         | 2021  | |
| EUCAP Somalia     | SOM         | 2022  | De EGF ondersteunt Somalië met maritieme veiligheidsadviseurs. |
| EUPOL COPPS       | PLE         | 2022  | |
| RACC SAHEL        | CHA         | 2022  | |

## Emblemen en symbolen

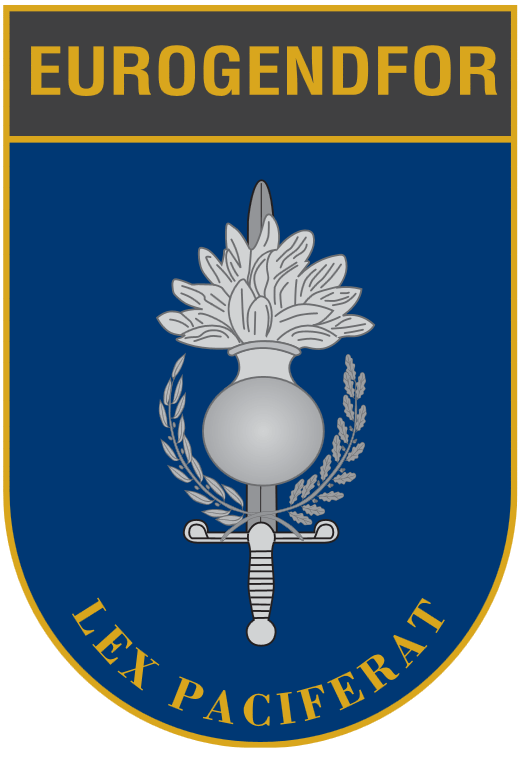
Het huidige embleem van de EGF (2007)

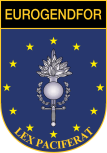
Het eerste embleem van de EGF (2005-2007)

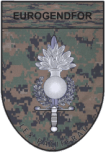
Camouflage variant van het EGF embleem

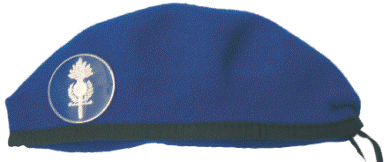
Blauwe EGF baret met EGF-baretembleem

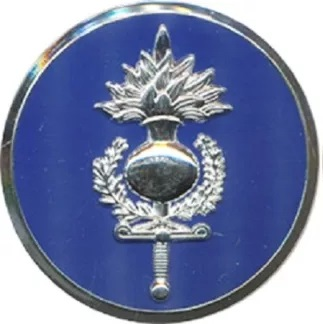
Baretembleem Eurogendfor

De emblemen en symbolen van de EGF zijn gebaseerd op symbolische figuren die passen bij de militaire status, de rechterlijke macht, de Europese mythologie, de stijl en kleuren van de Europese unie en de organisaties die deel uitmaken van de EGR.

### Embleem
Het EGF-embleem werd aangenomen tijdens de CIMIN vergadering op 6 september 2005 in Vicenza. Het bestaat uit een wapenschild van het ‘Spaanse’ oftewel ‘laat gotische’ type: recht aan de bovenkant en rond aan de onderkant. Op de ‘europees blauwe’ achtergrond staat in zilver een gestileerde zogeheten springende (of vlammende) granaat omgeven door een laurier- en eikenkrans over een kruisvormig zwaard dat omhoog wijst. Daaromheen de twaalf gouden sterren uit de Vlag van Europa. Onderin het schild staat in gouden hoofdletters het EGF motto "LEX PACIFERAT". Bovenop het schild staat een even brede zwarte rechthoek met het woord "EUROGENDFOR" in gele blokletters.
In 2007 werd een gewijzigde versie zonder de twaalf sterren aangenomen.
EGF Personeel kan het EGF-embleem dragen als borstzakhanger of als stoffen badge op de rechterbovenmouw van het uniform.
Kleuren
- ‘Europees blauw’ is ook de officiële kleur van de Europese Unie.[noot 4] De heraldische betekenis van de kleur blauw is waarheid en loyaliteit.
- Als heraldische kleuren wordt zilver een ‘edel metaal’ genoemd. Zilver symboliseert vrede en trouw.[65][66]

Symbolen
- Het kruisvormige tweesnijdende zwaard symboliseert kracht.
- De laurier- en eikenkrans symboliseert overwinning, roem en eer.[noot 3]
- De gestileerde springende (of vlammende) granaat symboliseert de gemeenschappelijke militaire wortels van de strijdkrachten. Dit symbool wordt ook gebruikt door verschillende deelnemende organisaties, waaronder de Koninklijke Marechaussee, de Gendarmerie Nationale, de Carabinieri.[65][66]

### Motto
Het motto van de EGF "Lex paciferat" is Latijn en betekent "De wet brengt vrede". Het onderstreept de strikte band tussen de handhaving van de rechtsstaat en het herstel van een veilige en beveiligde omgeving, een hoeksteen voor de inzet van de EGF. 

### Baret
De leden van de EGF dragen het uniform van de eigen organisatie, maar dragen wel allemaal dezelfde baret. Deze is ‘europees blauw’ (iets lichter dan de nassaublauwe baret van de Koninklijke Marechaussee). Op de baret het ronde EGF-baretembleem.